# Редесілья-дель-Кампо
Редесілья-дель-Кампо (ісп. Redecilla del Campo) — муніципалітет в Іспанії, у складі автономної спільноти Кастилія-і-Леон, у провінції Бургос. Населення — 76 осіб (2010).
Муніципалітет розташований на відстані близько 230 км на північ від Мадрида, 48 км на схід від Бургоса.
На території муніципалітету розташовані такі населені пункти: (дані про населення за 2010 рік)
- Кінтанілья-дель-Монте: 26 осіб
- Редесілья-дель-Кампо: 28 осіб
- Сотільйо-де-Ріоха: 22 особи

## Географія
Площа міста становить 17,20 км², населення - 74 мешканці (INE 2007), щільність населення - 4,3 мешканця/км².
Воно розташоване в регіоні Монтес-де-Ока в провінції Бургос, за 60 км від Бургоса і за 70 км від Логроньо. Воно займає площу 17 км² і має переписне населення приблизно 66 мешканців. Редесілья-дель-Кампо - місто, до складу ради якого входять Сотільйо-де-Ріоха та Кінтанілья-дель-Монте-де-Ріоха.
Він розташований на рівнині на висоті 755 метрів, 3º06'45 «західної довготи і 42º28'02» північної широти, на рівній відстані від Бургоса і Логроньо або від Санто-Домінго-де-ла-Кальсада і Белорадо.
До складу муніципалітету входять дві малі місцеві одиниці, Кінтанілья-дель-Монте в Ріоха (28 мешканців) та Сотільйо-де-Ріоха (20 мешканців), а також власне Редесілья (20 мешканців).

## Історія
З історії Редесілья-дель-Кампо можна сказати, що це завжди було підневільне село, земля пасовищ, виноградників і худоби. Протягом століть, починаючи з перших документів, зафіксованих у 15 столітті, це була земля сеньйорів: Хуана де Лейва і Педро Манріке в 15 і 16 століттях, а в 17 столітті герцоги Фріас оселилися в Логроньйо.
Після падіння Старого режиму вона була утворена як однойменна конституційна міська рада в районі Белорадо, регіон Кастилія-ла-В'єха, де на той час проживало 74 мешканці.
На кордоні провінції з Ла-Ріохою знаходиться так звана Ріохілья-Бургалеса, регіон, який у 1833 році відокремився від новоствореної тоді провінції Логроньо і перейшов під управління провінції Бургос.
La zona engloba los municipios de Bascuñana, Castildelgado, Cerezo de Río Tirón, Fresno de Río Tirón, Fresneña, Ibrillos, Redecilla del Camino, Redecilla del Campo y Viloria de Rioja, además de Avellanosa de Rioja.
Geográficamente se trata de un espacio configurado por la cuenca del Río Tirón, en el que se mezclan elementos propios de la provincia burgalesa con otros marcadamente típicos de La Rioja.

## Демографія
Динаміка населення (INE ):